# 八幡前車站 (京都府)
35°3′59.15″N 135°47′32.83″E / 35.0664306°N 135.7924528°E
八幡前車站（日语：／ Hachiman-mae eki */?）是位於日本京都市左京區的叡山電鐵鞍馬線的車站。車站編號為E09。

## 車站結構
擁有相對式月台2面2線的無人車站。兩個月台都同樣在出町柳側、鞍馬側的南北兩側有出入口。北側為一般道路的平交道，南側為站內平交道，將兩個月台連結在一起。月台上方設有幾乎將整個月台隆罩住的遮蓬。此外，為了因應位在附近、成為站名的三宅八幡宮，車站的柵欄和遮蓬的柱子階被塗成朱紅色。不過，雖然本站是離三宅八幡宮最近的車站，離表參道最近的車站則是叡山本線的三宅八幡車站。上下行兩月台皆沒有設置無障礙空間。從地面至月台上只有階梯，若使用輪椅需要有人從中協助。

### 月台配置
| 路線   | 方向 | 目的地           |
| ------ | ---- | ---------------- |
| 鞍馬線 | 上行 | 寶池、出町柳方向 |
| 鞍馬線 | 下行 | 岩倉、鞍馬方向   |

## 車站周邊
本站處於住宅區，位在從京都府道105號岩倉山端線往西進入一般小徑數十公尺處。
- 同志社中學校、高等學校
- 三宅八幡宮
- 京都銀行三宅八幡分行
- 岸本書店（回數券委託販賣處）

## 公車站
岩倉三宅町（位在從車站往東進入府道之處。比「八幡前」公車站還要近得多。）
京都巴士
- 北行
  - 21、23、24路：往 岩倉實相院 方向
  - 26、41、43、45、46路：往 岩倉村松 方向

- 南行
  - 21、41路：經由 花園橋、高野橋東詰、出町柳車站、府立醫大醫院、河原町三条 往 四条河原町 方向
  - 24、26路：往 國際會館車站行
  - 45路：經由 洛北高校前、北大路車站、烏丸通 往 京都車站 方向
  - 46路：經由 圓通寺道、洛北高校 往 北大路車站 方向
  - 經由 花園橋、高野玉岡町 往 高野車庫 方向

## 歷史
- 1928年（昭和3年）12月1日 開業。當時為鞍馬電氣鐵道的車站。
- 1942年（昭和17年）8月1日 由於公司合併而成了京福電氣鐵道的車站。
- 1944年（昭和19年）11月10日 包含本站、山端（現寶池）～二軒茶屋車站之間，為了向戰爭提供資源而單線化。
- 1958年（昭和33年）4月9日 寶池～岩倉車站之間再度複線化。
- 1986年（昭和61年）4月1日 由於公司的重新編制而成了叡山電鐵的車站。

## 相鄰車站
叡山電鐵
 鞍馬線
寶池（E06）－八幡前（E09）－岩倉（E10）

## 外部連結
- 八幡前車站（叡山電鐵）
  - 車站資訊、車站結構圖 （页面存档备份，存于）（日語）
  - 標準發車時刻表（往貴船口、鞍馬方向）（日語）
  - 標準發車時刻表（往寶池、出町柳方向）（日語）
- 岩倉三宅町公車站（京都巴士）[永久]（日語）